# Lotte Seiler
Lotte Seiler (* 12. Mai 2001) ist eine österreichische Leichtathletin, die im Mittelstrecken- und Hindernislauf an den Start geht.

## Sportliche Laufbahn
Erste Erfahrungen bei internationalen Meisterschaften sammelte Lotte Seiler im Jahr 2018, als sie bei den U18-Europameisterschaften in Győr mit 7:38,02 min im Vorlauf über 2000 Meter Hindernis ausschied. Im Jahr darauf wurde sie bei den Crosslauf-Europameisterschaften 2019 in Lissabon nach 16:06 min 74. im U20-Rennen und 2021 verpasste sie bei den U23-Europameisterschaften in Tallinn mit 10:24,52 min den Finaleinzug über 3000 Meter Hindernis. 2023 kam sie bei den U23-Europameisterschaften in Espoo mit 10:42,81 min erneut nicht über die Vorrunde hinaus und im Dezember lief sie bei den Crosslauf-Europameisterschaften in Brüssel nach 30:54 min auf dem 60. Platz im U23-Rennen ein.
Lotte Seiler errang österreichische Staatsmeistertitel im 1500-Meter-Lauf Freiluft in den Jahren 2020, 2021 und 2024 sowie in der Halle in den Jahren 2021, 2024 und 2025, zudem sicherte sie sich im Jahr 2025 auch den Titel über 3000 Meter in der Halle.

## Persönliche Bestleistungen
- 1500 Meter: 4:19,56 min, 31. Jänner 2025 in Erfurt (GER)[8]
  - 3000 Meter (Halle): 9:14,89 min, 8. Feber 2025 in Metz (FRA)[9]
- 3000 m Hindernis: 10:12,26 min, 17. Juni 2023 in Wien